# Dichostatoides albithorax
Dichostatoides albithorax är en skalbaggsart. Dichostatoides albithorax ingår i släktet Dichostatoides och familjen långhorningar.

## Underarter
Arten delas in i följande underarter:
- D. a. albithorax
- D. a. albicollis